# Eklavya

Eklavya ou Eklavya: The Royal Guard (एकलव्य – दी रॉयल गार्ड) est un film de Bollywood réalisé par Vidhu Vinod Chopra, sorti en 2007 en Inde. Il a représenté l'Inde en 2007 pour l'Oscar du meilleur film en langue étrangère. Cette sélection a été contestée en Inde où la Film Federation of India a été accusée de partialité ; Bhavna Talwar, réalisatrice de Dharm, autre film en compétition, allant même jusqu'à déposer une plainte (qui n'a pas abouti). Eklavya n'a pas été nommé mais il a rencontré un certain succès à l'étranger ; le public indien a boudé ce drame aux accents shakespeariens malgré sa distribution prestigieuse.
Vidhu Vinod Chopra a apporté un soin tout particulier aux décors du film. Les extérieurs ont été tournés dans le Fort de Devigarh, situé dans les Monts Ârâvalli au Rajasthan. Les intérieurs ont été filmés dans les appartements privés de la famille princière de Jaipur.

## Synopsis
Harshwardhan revient au palais familial, au cœur du Rajasthan, à la mort de sa mère. Mais il n'a guère le temps de s'abandonner à ses sentiments, que ce soit le chagrin causé par le deuil ou la joie de retrouver Rajjo, son amie d'enfance ou Nandini, sa sœur simple d'esprit. Lors d'une conversation avec cette dernière, il apprend que sa mère n'est pas morte de maladie mais étouffée par son mari qui ne supportait pas qu'elle réclame à son chevet la présence d'Eklavya, chef des gardes. La recherche de la vérité lui fera découvrir les véritables liens qui l'unissent à Eklavya et l'obligera à inverser les rôles, protégeant celui qui avait consacré sa vie entière à veiller sur la famille princière.

## Fiche technique
- Titre : Eklavya. The royal guard
- Langue : hindi
- Réalisateur : Vidhu Vinod Chopra
- Scénario : Vidhu Vinod Chopra, Abhijit Joshi
- Pays de production : Inde
- Musique : Shantanu Moitra (en)
- Producteur : Vidhu Vinod Chopra
- Costumes : Subarna Ray Chaudhuri, Raghavendra Rathore
- Décors : Nitin Chandrakant Desai
- Durée : 105 minutes
- Date de sortie : 
  - Inde : 16 février 2007

## Distribution
- Amitabh Bachchan : Eklavya
- Saif Ali Khan : le prince Harshwardhan
- Vidya Balan : Rajeshwari alias Rajjo, amie d'Harshwardhan
- Sanjay Dutt : Pannalal Chohaar, officier de police
- Jackie Shroff : Jyotiwardhan, frère du roi
- Boman Irani : le roi Jaywardhan, père d'Harshwardhan
- Jimmy Shergill : Udaywardhan, fils de Jyotiwardhan
- Raima Sen : la princesse Nandini, sœur d'Harshwardhan
- Sharmila Tagore : la reine Suhasinidevi, mère d'Harshwardhan
- Parikshat Sahni : Omkar Sing